# Olivier Marchal
Pour les articles homonymes, voir Marchal.
Olivier Marchal est un ancien inspecteur de police, acteur, réalisateur et scénariste français, né le 14 novembre 1958 à Talence près de Bordeaux. Il a réalisé, entre autres, le polar français 36 quai des Orfèvres et a créé les séries télévisées Flics et Braquo.

## Biographie

### Origines et formation de policier
Destiné à reprendre la pâtisserie familiale (glacier, chocolatier, confiseur) de la place Jean-Hameau à La Teste-de-Buch, il découvre sa vocation de comédien à 13 ans lorsqu'il est placé en pension chez les jésuites du lycée Saint-Joseph-de-Tivoli de Bordeaux où il est initié au théâtre. Ses parents Pierre et Renée Marchal, qui passent de nombreuses heures dans la boutique lui donnent une petite sœur 12 ans après sa naissance. Il occupe souvent ses moments de solitude en dévorant romans noirs et polars de la bibliothèque familiale au-dessus de la boutique ou en se nourrissant des films policiers aux cinémas Vog et Apollo voisins.
Il passe le concours d'inspecteur de police en 1980, en sort 24e sur 600 et intègre la PJ de Versailles. Épuisé par les affaires sordides, l'explosion de la violence, l'irrespect envers l'autorité et ses convocations répétées auprès de l'IGPN, il quitte la brigade criminelle en 1982 pour rejoindre les renseignements généraux, section antiterrorisme où il côtoie son collègue Simon Michaël. En 1985, il rejoint la police judiciaire du 13e arrondissement de Paris. Sa petite amie de l'époque Michèle Laroque l'incite à franchir le pas de la scène : tout en étant inspecteur la nuit à la 5e division de la PJ, il suit des cours de théâtre au Conservatoire d'art dramatique du 10e arrondissement de Paris. Une directrice de casting lui donne en 1988 son premier rôle, celui d'un inspecteur dans Ne réveillez pas un flic qui dort, le lançant dans cette carrière qui le fait quitter définitivement la police en 1994.
Fin 1991, il rejoint le Hard Rock Cafe Paris pour faire partie de l’équipe assurant la sécurité de l’établissement. Les castings devenant de plus en plus nombreux, il quitte le Hard Rock quelques mois plus tard[réf. nécessaire].

### Révélation en tant qu'acteur de télévision (1992-2001)

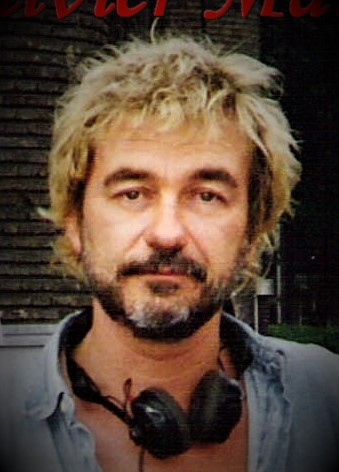
Olivier Marchal réalisant un de ses premiers films Gangsters en 2001.

On le découvre acteur en 1992 enchaînant les petits rôles dans des comédies potaches et des séries françaises. Il finit par percer en tant qu'acteur grâce à son premier rôle régulier, celui de la série policière Quai n°1, sur France 2, où il prête ses traits au capitaine Max Urtégy durant treize épisodes diffusés entre 1997 et 2001. Il est ainsi remarqué par M6 qui lui confie le rôle principal d'une série policière réaliste, Police District. La série connaît trois saisons très bien reçues par la critique et qui font de Marchal un acteur associé au polar noir et brutal. Parallèlement, il écrit aussi pour la télévision - Commissaire Moulin (TF1) ou encore Central Nuit (France 2) - et pour le cinéma. Le thriller nerveux Gangsters, qu'il écrit et réalise, sort en 2002 et en fait un cinéaste à suivre. Il y dirige deux acteurs français phares des années 1980-90, Richard Anconina et Anne Parillaud.

### Scénariste et réalisateur de polars (2004-2010)
Le succès d'estime de ce film lui permet de monter un projet plus ambitieux : un grand polar, doté d'un budget de plus de 13 millions d'euros. Le casting est aussi de haute tenue : deux monstres sacrés, Daniel Auteuil et Gérard Depardieu dominent une large distribution. 36 quai des Orfèvres sort fin 2004, et connait un large succès critique et commercial, faisant de Marchal un réalisateur confirmé.
Désormais, des cinéastes lui confient des rôles dans des projets voisins de son univers : comme Ne le dis à personne, de Guillaume Canet (2006), Truands, de Frédéric Schoendoerffer (2007), comme Pour elle, de Fred Cavayé (2008).
En tant que scénariste et réalisateur, il crée en 2008 la série Flics pour TF1, et défend aussi son troisième long-métrage en tant que scénariste/réalisateur, MR 73. Le film fonctionne moins bien que le précédent. Le film a pour têtes d'affiches Daniel Auteuil, qui voulait retravailler avec Marchal, et Olivia Bonamy.  Le cinéaste est néanmoins fidèle : Gérald Laroche, Daniel Duval et Daniel Auteuil sont présents dans deux de ses trois premiers films, tandis que Catherine Marchal, sa femme et Guy Lecluyse sont présents dans ses trois premiers longs-métrages. Francis Renaud également, qui reviendra pour son quatrième, à venir.
En 2009, Marchal rattrape la déception de MR 73, en lançant la série Braquo pour Canal +. Les critiques sont excellentes et la fiction devient une série phare de Canal. Marchal s'éloigne cependant de la production de la deuxième saison, et la désavoue. Les saisons suivantes seront supervisées par d'autres scénaristes et réalisateurs.
En 2011, il revient au cinéma et à la télévision : sur grand écran, il dévoile le polar Les Lyonnais, avec Gérard Lanvin et Tchéky Karyo en têtes d'affiche. Le film raconte l'histoire du gang des Lyonnais qui a sévi dans les années 1970. À la télévision, il revient avec la seconde saison de Flics, pour laquelle il tient aussi l'un des rôles principaux. Le programme fonctionne moins bien et est arrêté par TF1.

### Diversification (depuis 2011)

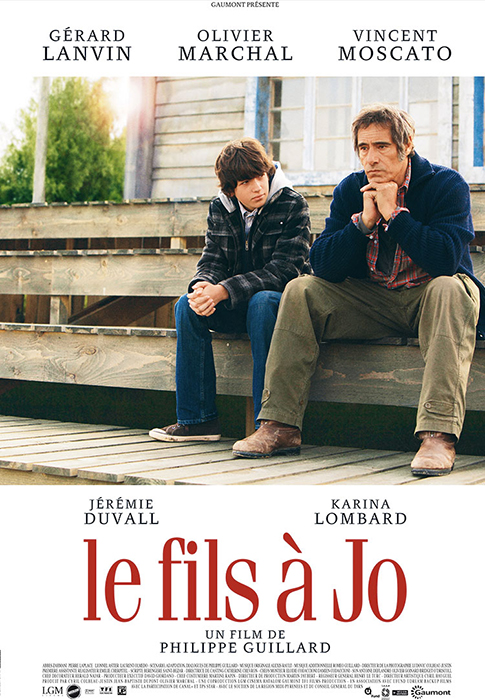
Affiche du film Le Fils à Jo.

Il tente alors de sortir des rôles de flics bourrus : en 2010, il fait partie, avec Gérard Lanvin et Vincent Moscato, du trio qui joue dans la comédie dramatique Le Fils à Jo réalisée  par Philippe Guillard où il interprète un conseiller principal d'éducation.
En 2012, la cinéaste Catherine Castel l'oppose même à Zabou Breitman pour une romance, Belle comme la femme d'un autre.
En 2013, il revient en tant que tête d'affiche d'une série télévisée : dans Vaugand, il joue cette fois un avocat. Seuls trois téléfilms seront produits et diffusés par France 2, entre 2013 et 2014, malgré des bonnes critiques. En revanche, pour la chaîne publique, il écrit et réalise un téléfilm policier, Borderline, basé sur le livre autobiographique de Christophe Gavat, 96 heures, un commissaire en garde à vue. La même année, Canal + dévoile une nouvelle série policière, tirant cette fois vers la science-fiction, Section Zéro, qui ne dépasse pas ses 8 épisodes.
En 2016, le téléfilm dramatique Mon frère bien-aimé de Denis Malleval, lui permet de sortir du polar, tout en permettant à Michaël Youn d'évoluer à contre-emploi.
Il revient au cinéma en 2017 avec le polar Carbone, basé sur l'arnaque à la TVA carbone de 2008-2009. Ce cinquième long-métrage a pour tête d'affiche Benoît Magimel, mais le cinéaste y retrouve aussi Gérard Depardieu et Michaël Youn. 
Dès 2018, il tient le rôle principal avec Erika Sainte de la série télévisée Les Rivières pourpres diffusée sur France 2 et adaptée du roman éponyme de Jean-Christophe Grangé.
Le 1er octobre 2018, il est à l’affiche, aux côtés de la comédienne Muriel Robin, du téléfilm dramatique Jacqueline Sauvage : C'était lui ou moi, une fiction réalisée par Yves Rénier, qui s’inspire de l’affaire Jacqueline Sauvage, diffusée en première partie de soirée sur TF1. Olivier Marchal révèle qu'il a dû boire de l'alcool pour pouvoir tourner les scènes de violence tant elles étaient insupportables.
Pour son film suivant comme réalisateur, intitulé Bronx, il met en scène une rivalité entre les services de police à Marseille au milieu d'une guerre de clans entre quartiers nord et Corses. Le tournage débute en 2019 avec Jean Reno, Lannick Gautry, Kaaris, David Belle et Gérard Lanvin et le film sort en 2020 sur Netflix.

### Prises de position
Lors du numéro du 4 janvier 2013 de 17e sans ascenseur sur Paris Première, Olivier Marchal déclare que la protection de l'enfance et la lutte contre la pédophilie devraient être les sujets prioritaires du gouvernement ; le paysage médiatique et politique français se polarisant alors autour de l'ouverture du mariage aux couples de personnes de même sexe[réf. nécessaire].
En 2013, il dénonce la lenteur et le laxisme de la justice, après que le cas de sa fille agressée n'a pas été correctement traité selon lui : « La justice n'a pas fait son boulot et a laissé traîner l'enquête pendant quatre ans. J'ai dit au juge que, « dorénavant, je réglerai[s] mes affaires moi-même ». »
En juin 2020, il publie une tribune où il prend la défense des forces de l'ordre, en pleine affaire Adama Traoré. Quelques jours plus tard, il fustige sur le plateau de BFM TV ces « espèces d'acteurs de deuxième zone qui vivent dans des quartiers privilégiés » et qui véhiculent, selon lui, « un discours de haine ».
En mai 2022, il refuse de participer à Face à Baba, l’émission politique de Cyril Hanouna, en raison de la présence de Jean-Luc Mélenchon dont il critique les positions concernant la police française. Il s'en ouvre le 4 mai 2022 sur le plateau de Chez Jordan, émission de Canal+. Lors de la séquence, il qualifie le fondateur de La France insoumise de « connard », « tribun dangereux raclant les fonds de tiroir », « abruti », « laid à l'intérieur », « aboyeur » et « usurpateur ». Ceci lui vaut une plainte de la part de l'intéressé, déposée le 19 juillet 2022. Le tribunal judiciaire de Paris tranche, le 19 septembre 2024, et condamne Olivier Marchal à 1 000 euros d'amende avec sursis pour injure publique envers un particulier. Seul le terme de « connard » est retenu, les autres relevant de la liberté d'expression de son opinion.

### Vie privée
Marié avec  Catherine Quiniou, comédienne, de 1995 à 2015, Olivier Marchal est le père de quatre enfants : Léa née en 1994, Zoé née en 1998, Ninon née en 2006 et Basile né en 2009.
Zoé a démarré une carrière d'actrice en 2014 en tournant dans le téléfilm Meurtres à Étretat, puis dans les séries Disparue, Section Zéro et 2022 dans Overdose.
Il est fait chevalier dans l'ordre des Arts et des Lettres en janvier 2010.

## Filmographie
Sauf indication contraire, les informations mentionnées dans cette section peuvent être confirmées par la base de données cinématographiques IMDb,  présente dans la section « Liens externes ».

### Comme acteur

#### Cinéma
- 1988 : Ne réveillez pas un flic qui dort de José Pinheiro : l'ami de Ginsbaum
- 1993 : Profil bas de Claude Zidi : l'inspecteur Petrini
- 1996 : Le Dur Métier de policier, court métrage de Vincent Ravalec : 3e policier
- 1997 : Les Vacances, court métrage d'Emmanuelle Bercot
- 1998 : La Puce, court métrage d'Emmanuelle Bercot : Marc
- 1999 : Le Gang des TV, court métrage d'Artus de Penguern
- 2000 : L'Extraterrestre de Didier Bourdon : Jean-Claude
- 2004 : 36 quai des Orfèvres d'Olivier Marchal : Christo
- 2006 : Une simple histoire d'amour, court métrage de Jean-Luc Mathieu : Louis Schneider
- 2006 : Le Sixième Homme, court métrage de Julien Lacombe et Pascal Sid : François
- 2006 : Ne le dis à personne de Guillaume Canet : Bernard Valenti
- 2007 : Truands de Frédéric Schoendoerffer : Jean-Guy
- 2007 : Scorpion de Julien Seri : De Boers
- 2008 : Un roman policier de Stéphanie Duvivier : Viard
- 2008 : Le Bruit des gens autour de Diastème : Henri
- 2008 : Pour elle de Fred Cavayé : Henri Pasquet
- 2009 : Diamant 13 de Gilles Béhat : Franck Novak
- 2009 : Quelque chose à te dire de Cécile Telerman : Jacques de Parentis
- 2011 : Le Fils à Jo de Philippe Guillard : le Chinois
- 2013 : Un p'tit gars de Ménilmontant d'Alain Minier : Jo
- 2013 : Le jour attendra d'Edgar Marie : Milan
- 2013 : Mae West, court métrage de Charles Guérin Surville : Bruno
- 2014 : Belle comme la femme d'un autre de Catherine Castel : Gabriel Arnaudin
- 2014 : Fastlife de Thomas Ngijol : Jeno
- 2018 : Coup d'feu, court métrage de Pierre-André Gilard
- 2018 : Gimme Shelter court-métrage de Keith Parmer : Falco
- 2019 : You're Mine !, court-métrage de Pascal Lastrajoli[15]
- 2019 : Ibiza d'Arnaud Lemort : Pascalou
- 2020 : Papi Sitter de Philippe Guillard : Teddy Bardolino
- 2023 : Bonne Conduite de Jonathan Barré : Jean-Claude Lalouette
- 2023 : Pour l'honneur de Philippe Guillard : Marco Bianchoni
- 2024 : Presque légal de Max Mauroux : Didier

#### Télévision

##### Téléfilms et épisodes de série
- 1992 : Brigada Central (es), épisode Érase una vez dos polis réalisé par Pedro Masó : Bebert
- 1992 : Van Loc : un grand flic de Marseille : Serra
- 1993 : A Year in Provence, épisode The Tony Awards : Louis
- 1993 : Prat et Harris de Boramy Tioulong : Tony
- 1993 : Commissaire Moulin, épisode Syndrome de menace réalisé par Yves Rénier
- 1993 : Troublante Voisine de Raoul Chenille[16]
- 1994 : Renseignements généraux, épisode Racket réalisé par Boramy Tioulong : Lucien Favier
- 1994 : Commissaire Moulin, épisode Mort d'un officier de police réalisé par Jean-Louis Daniel : Le chat
- 1995 : Highlander, épisode Methos réalisé par Dennis Berry : Philippe
- 1995 : La femme piégée de Frédéric Compain : Le policier
- 1997 : Les Bœuf-carottes, épisode Émotions fortes réalisé par Pierre Lary : Robert Boisrond
- 1998 : Commissaire Moulin, épisode 36 quai des ombres réalisé par Denis Amar : Vava
- 1999 : Joséphine, ange gardien, épisode La part du doute réalisé par Dominique Baron : Serge
- 1999 : Un cœur pas comme les autres d'André Buytaers : Gérard
- 2000 : Marc Eliot, épisode Gâche pas ta vie réalisé par Patrick Jamain : Bertrand Pachet
- 2000 : Commissaire Moulin, épisode Protection rapprochée réalisé par Gilles Béhat : Beuquerat
- 2000 : La Petite Absente de José Pinheiro : Sam
- 2002 : Chut! de Philippe Setbon : Lieutenant Eddy Tasmani
- 2003 : Capitaine Lawrence de Gérard Marx : Villeneuve
- 2004 : La Tresse d'Aminata de Dominique Baron : Jean-Marc
- 2004 : Les Robinsonnes de Laurent Dussaux : Fred
- 2004 : Paul Sauvage de Frédéric Tellier : Paul Sauvage
- 2005 : Éliane de Caroline Huppert : Sylvestre
- 2006 : L'Enfant d'une autre de Virginie Wagon : Jérôme
- 2006 : Les Innocents de Denis Malleval : Dominique Célerin
- 2007 : Chez Maupassant, épisode Histoire d'une fille de ferme réalisé par Denis Malleval : Le Maître
- 2010 : La Saison des immortelles d'Henri Helman : Simon Charroux
- 2012 : On se quitte plus de Laurence Katrian : Toni Garreau / Toni Manzor
- 2016 : Meurtres en Martinique de Philippe Niang : Paul Ventura
- 2016 : Mon frère bien-aimé de Denis Malleval : Étienne Leroy
- 2018 : Jacqueline Sauvage : C'était lui ou moi d'Yves Rénier : Norbert Marot
- 2018 : Crimes parfaits, épisode Marché de dupes réalisé par Julien Zidi : Mathieu
- 2018 : La Petite Histoire de France, le prime : Godefroy[17]
- 2021 : Meurtres à Blois de Elsa Bennett et Hippolyte Dard : Denis Frecant
- 2023 : Un gars, une fille (au pluriel) sur TF1 : Un gars
- 2023 : Mort sur la piste de Philippe Dajoux : Antoine Palestro

##### Séries télévisées (rôles récurrents)
- 1990 - 1991 : Renseignements généraux, épisodes Vengeance réalisé par Claude Barma et Bêtes et méchants réalisé par Hugues de Laugardière : Desmarre
- 1993 : Van Loc : un grand flic de Marseille, épisodes Van Loc, le flic de Marseille et La Grenade réalisés par Claude Barrois : Serra
- 1996 - 2001 : Quai n°1, série créée par Pierre Grimblat et Didier Cohen, saisons 1 à 5 : Capitaine Max Urtéguy
- 2000 - 2003 : Police District, série créée par Hugues Pagan : Commandant Rivière
- 2007 : Confidences, mini-série créée par Laurent Dussaux : Jean-Pierre
- 2011 : Flics, série créée par Olivier Marchal, saison 2 : Battaglia
- 2013 - 2014 : Vaugand, série créée par Charlotte Brändström : Richard Vaugand
- 2018 : Les Innocents, mini-série réalisée par Frédéric Berthe : Milo Ubieta
- 2018 - en cours : Les Rivières pourpres, série créée par Jean-Christophe Grangé : Commissaire Pierre Niémans
- 2020 : La Promesse, mini-série créée par Anne Landois : Pierre Castaing
- 2021 : OPJ, Pacifique Sud : Divisionnaire Lombardini

### Comme réalisateur

#### Cinéma
- 1999 : Un bon flic (court métrage)
- 2002 : Gangsters
- 2004 : 36 quai des Orfèvres
- 2008 : MR 73
- 2011 : Les Lyonnais
- 2017 : Carbone
- 2020 : Bronx
- 2022 : Overdose
- 2025 : Bastion 36

#### Télévision
- 2009 : Braquo, série créée par Olivier Marchal, épisodes :
  - Max
  - La Ligne jaune
  - L'Autre Rive 
  - La Tête dans le sac
- 2015 : Borderline, téléfilm
- 2015 : Section Zéro, série créée par Olivier Marchal, tous les épisodes
- 2023 : Pax Massilia, série en 6 épisodes créée par Olivier Marchal pour Netflix

#### Publicité
- 2018 : L'affaire Zariano, spot publicitaire à l'occasion des 40 ans de la marque Speedy[18].

#### Clips
- 2006 : Beethoven, chanson de Michel Sardou extraite de l'album Hors format.

### Comme scénariste
- 1993 : Van Loc : un grand flic de Marseille, (série télé - co-écriture avec Gérard Cuq) : La vengeance, La Grenade
- 1994-2001 : Commissaire Moulin, (série télé, co-écriture avec Gérard Cuq )
- 1995 : La Femme piégée de Frédéric Compain, (téléfilm)
- 1995-1996 : François Kléber, (série télé, co-écriture avec Gérard Cuq) : Le Pas en avant, Le traquenard, La mémoire vive
- 1996 : Groupe Nuit, (série télé, co-écriture avec Gérard Cuq) : épisode 1
- 1997 : La Basse-cour de Christiane Léhérissey, (série télé)
- 1999 : Un bon flic, court-métrage
- 2001-2009 : Central Nuit, série télé
- 2002 : Gangsters
- 2004 : 36 quai des Orfèvres, coécrit avec Franck Mancuso, Julien Rappeneau, Dominique Loiseau
- 2006 : Une simple histoire d'amour, court-métrage
- 2008 : Flics de Nicolas Cuche avec Frédéric Diefenthal, Annabelle Hettmann, Yann Sundberg, Catherine Marchal et Guy Lecluyse, (série télé)
- 2008 : MR 73
- 2009 : Diamant 13, coécrit avec Gilles Béhat
- 2009 : Braquo d'Olivier Marchal et Frédéric Schoendoerffer, avec Jean-Hugues Anglade, Nicolas Duvauchelle, Karole Rocher, Joseph Malerba, (série télé)
- 2011 : Les Lyonnais, coécrit avec Edgar Marie
- 2014 : Mea Culpa de Fred Cavayé (idée originale uniquement)
- 2020 : Bronx

## Théâtre
- 1990 : Oncle Vania de Tchekhov, mise en scène Catherine Brieux, théâtre Les Cinq Diamants
- 1994 : Les Sincères de Marivaux, mise en scène C. Casanova, théâtre La Balle au Bond
- 1995 : L'Auteur de Vincent Ravalec, mise en scène C. Casanova, théâtre de Tourtour
- 1997-1998 : Une nuit avec Sacha Guitry, mise en scène C. Luthringer et Jacques Décombe, théâtre Rives Gauche, théâtre Grévin
- 1997 : Du riffoin dans les labours, mes de Christian Dob, théâtre de Clermont-Ferrand, Comédie Gallien Bordeaux
- 2000 : Ladies night d'Antony Mc Carten, Stephen Sinclair, Jacques Collard, mise en scène Jean-Pierre Dravel et Olivier Macé, théâtre Rive Gauche
- 2005-2006 : Sur un air de tango d'Isabelle de Toledo, théâtre de Poche Montparnasse, nomination pour le Molière 2006 de la révélation théâtrale
- 2011 : Pluie d’enfer de Keith Huff, mise en scène Benoît Lavigne, La Pépinière-Théâtre
- 2012 : Rendez-vous au grand café de Daniel Glattauer, mise en scène Alain Ganas, Bouffes-Parisiens
- 2018 : Nénesse de Aziz Chouaki, mise en scène Jean-Louis Martinelli, Théâtre Déjazet

## Publications
- Olivier Marchal, Olivier Defendi, Braquo, Flammarion, 2009  (ISBN 978-2081229327)
- Olivier Marchal avec Michel Pascal, Aveux complets, Plon, 2013  (ISBN 978-2259212496)

## Distinctions

### Décoration
- Chevalier de l'ordre des Arts et des Lettres (2010)

### Récompense
- Festival de la fiction TV de La Rochelle 2013 : meilleure interprétation masculine pour Vaugand[19].